# Erika Jonn
Erika Jonn, född 9 augusti 1865 i Stora Råby i Skåne, död 1931 i Lund, var en svensk konstnär. 
Hon studerade i Köpenhamn och i Paris på Académie Colarossi samt i Tyskland. Hon målade landskap och genremotiv. Hon reste runt mycket i Europa och ställde ut i Paris, men blev under sin livstid aldrig uppmärksammad i Sverige. Hon var syster till fotografen Lina Jonn.